# Bert-Jan Lindeman
Bert-Jan Lindeman (Emmen, Drenthe, 16 de juny de 1989) és un ciclista neerlandès, professional des del 2012. Actualment corre a l'equip Team Qhubeka Assos.

## Biografia
Va debutar com a professional el 2012 a les files del Vacansoleil-DCM. En la seva primera carrera va guanyar la classificació de la muntanya de l'Étoile de Bessèges i poc més tard va guanyar el Tour de Drenthe. Al juny finalitzà en tercera posició del campionat nacional en ruta. A l'agost va disputar la Volta a Espanya, en la qual finalitzà en 143a posició. Al setembre va ser seleccionat per disputar la prova en línia dels campionats del món per fer les tasques de gregari.
El 2014, amb la desaparició del Vacansoleil-DCM fitxà pel Rabobank Development, equip en el qual era l'únic ciclista que havia militat en un equip de categoria ProTour. La seva temporada va ser molt bona, amb victòries en la general del Tour de l'Ain, Ster van Zwolle i Tour de Bretanya. Això li va obrir les portes a fitxar pel Team LottoNL-Jumbo de cara al 2015.

## Palmarès
- 2010
  - 1r a la Ster van Zwolle
  - Vencedor d'una etapa al Tour de Gironda
- 2012
  - 1r al Tour de Drenthe
- 2014
  - 1r a la Ster van Zwolle
  - 1r al Tour de Bretanya
  - 1r al Tour de l'Ain i vencedor d'una etapa
- 2015
  - Vencedor d'una etapa a la Volta a Espanya

### Resultats a la Volta a Espanya
- 2012. 143è de la classificació general
- 2015. 99è de la classificació general. Vencedor d'una etapa
- 2017. 110è de la classificació general
- 2018. 136è de la classificació general

### Resultats al Giro d'Itàlia
- 2015. 95è de la classificació general
- 2018. 114è de la classificació general
- 2021. 122è de la classificació general

### Resultats al Tour de França
- 2016. 94è de la classificació general